# Битка за Антуновац
Битка за Антуновац била је битка током рата у Хрватској која се одиграла од 22. до 24. новембра 1991. године. Водила се између Хрватске војске и Југословенске народне армије.

## Ток битке
Око поднева 22. новембра стигло је наређење за напад од стране Хрватске Војске. Командант групе, заједно са војницима из вода Кнез Домагој и Сјењак, поново је почео напад на Селеш. У 15 часова, покренули су напад са леве стране, па су се Селешу приближили кроз кукурузне њиве. Приближавајући се дворишту, дошли су до димњака где су примећени. Запали су мотори тенкова и оклопних возила: четири мотора у самој фарми, три око 150 метара јужно према старом Селешу и три југоисточно иза. Након што су испалили сва противтенковска оружја која су имали са собом, повукли су се кроз кукурузне њиве до Антуновца. Током повлачења, два војника су погинула од српске минобацачке гранате, 8 војника је тешко рањено, а неколико лакше.
Следећег дана Српска Добровољачка Гарда је покренула напад из правца Ернестиног и заузела село Дивош. Сутрадан су заузели веченски део Ивановца и избили до Ивановачког гробља.
Након пада Новог Селеша, одбрана Антуновца се углавном заснивала на војницима који су боравили у кућама. На јужној страни, населили су се у кућама на ободу Селеша дуж пута. На источној страни према Тењи, на путу који је водио од Тење до самог центра Антуновца, налазила су се два контролна пункта. Најистакнутија тачка била је у пустари Широко Поље, 2 километра источно од центра Антуновца, окружена кукурузним пољима. На овој тачки, браниоци Антуновца су се смењивали са различитим четама и водовима из 106. бригаде. Касно поподне 24. новембра, Антуновац су заузеле снаге ЈНА и Српске Добровољачке Гарде, а до краја дана је заузето и село Бријест.